# Уилмор, Марк
Марк Эдвард Уилмор (англ. Marc Edward Wilmore, 4 мая 1963, Фонтана – 30 января 2021, Помона) — американский телевизионный сценарист, продюсер, актёр и комик, известный по участию в таких шоу, как In Living Color, The PJs, Симпсоны и F Is for Family. Десять раз номинировался на прайм-таймовую премию «Эмми».

## Биография
Марк Эдвард Уилмор родился 4 мая 1963 года в семье Бетти и Ларри в Фонтане, штат Калифорния. У него было пятеро братьев и сестёр. Старший брат Ларри является телевизионным комиком. Марк Уилмор закончил Калифорнийский государственный политехнический университет в Помоне.
В начале 1990-х Уилмор получил работу сценариста в комедийном сериале In Living Color. В заключительном сезоне шоу он вошёл в актёрский состав. В сериале Уилмор пародировал Изабель Санфорд, Нелл Картер, Кэрролла О’Коннора, Роберта Гийома, Майю Энджелоу и Джеймса Эрла Джонса, а также разыгрывал скетчи на различные телесериалы, такие как Все в семье и Шоу Мэри Тайлер Мур, если в них снимались афроамериканцы. Он получил номинацию на прайм-таймовую премию «Эмми» за выдающийся сценарий для эстрадного сериала за работу над шоу. После In Living Color Уилмор написал сценарий для The Tonight Show with Jay Leno и The PJs, комедийного ситкома для взрослых, созданного совместно с его старшим братом Ларри, где он также озвучил офицера полиции Уолтера Беркетта.
Работая над The PJs, Уилмор участвовал в розыгрыше, организованном сотрудниками сериала «Симпсоны», в котором он притворился мэром Ист-Сент-Луиса, штат Иллинойс, и сердито обращался к сценаристу Мэтту Селману за шутку, очернявшую город в эпизоде They Saved Lisa’s Brain. В качестве компенсации за участие в шутке Уилмор получил роль психолога в эпизоде одиннадцатого сезона It’s a Mad, Mad, Mad, Mad Marge. Уилмор присоединился к сценарному цеху «Симпсонов» в тринадцатом сезоне шоу, написав историю для первой части эпизода Treehouse of Horror XIII. Он получил премию прайм-таймовую премию «Эмми» за лучшую анимационную программу в качестве продюсера эпизода за Eternal Moonshine of the Simpson Mind на 60-й церемонии вручения премии в 2008 году. В 2010-х годах, Уилмор работал сценаристом и исполнительным продюсером анимационного ситкома F Is for Family, созданного совместно с Майклом Прайсом, который работал с ним над The PJs и «Симпсонами». Уилмор также озвучил несколько персонажей в сериале.
Уилмор умер 30 января 2021 года в больнице в Помоне. Ему было 57 лет. По словам его брата Ларри, он умер «во время борьбы с COVID-19 и другими заболеваниями, которые причиняли ему боль в течение многих лет». В The New York Times Ларри Уилмор рассказал, что его младший брат долгое время страдал от проблем со здоровьем, связанных с пересадкой почки, которую он перенёс в 1990-х годах.